# Frivilligkår
Frivilligkår är en organisation med frivilligt anslutna medlemmar för militära, humanitära eller andra insatser. Frivilligkårer kan bildas till exempel för uppgifter inom ett lands civila och militära försvar eller för att kunna bidra till samhällets beredskap inför fredstida kriser.

## Frivilligförband
En frivilligkår kan även vara ett militärt förband som är sammansatt av utländska frivilligsoldater som har anslutit sig till ett lands militära styrkor.

## Europeiska unionen
Europeiska kommissionen har föreslagit att man inrättar en europeisk frivilligkår för humanitärt bistånd, så att människor i EU kan hjälpa till där det behövs mest.

## Exempel på svenska frivilligkårer
- Frivilligkårer i frivillig försvarsverksamhet
- Frivilligkårer, senare KFUM:s Scoutförbund
- Svenska frivilligkåren
- Norgebataljonen